# Erwin Knoll
Erwin Knoll (17. Juli 1931 in Wien, Österreich; † 2. November 1994 in Madison, Wisconsin) war ein US-amerikanischer Journalist und Redakteur von The Progressive von 1973 bis 1994.

## Leben
Knoll wurde am 17. Juli 1931 in eine österreichische, jüdische Familie geboren, und floh als Kind vor den Nationalsozialisten. Er lebte später als Flüchtling in New York. Als Student führte Knoll pointierte Debatten mit Konservativen. 1946 wurde er in die USA eingebürgert.
Knoll war verheiratet und hatte zwei Kinder. Er starb im Alter von 63 Jahren am 2. November 1994 aufgrund eines Herzanfalls im Schlaf in seinem Haus in Madison, Wisconsin.

## Beruf
Knoll begann seine journalistische Karriere bei der Washington Post und war von 1963 bis 1968 Korrespondent des Newhouse National News Service beim Weißen Haus. Seine Arbeit trug ihm einen Platz auf Richard Nixons Hauptliste politischer Gegner ein.
Knoll kam 1968 als Redakteur für Washington zum Progressive. Fünf Jahre später wurde er Redakteur der Zeitschrift und zog nach Madison, Wisconsin, wo sie herausgegeben wurde. Er blieb 21 Jahre lang Redakteur bis zu seinem Tod im Jahre 1994. Knoll bezeichnete sie als das „ökumenische Journal der Amerikanischen Linken.“
Knoll war als „gefeierter und unverblümter Verteidiger der Redefreiheit und standhafter Gegner des Militarismus“ bekannt. Im Jahre 1979, kurz nachdem Knoll The Progressive übernahm, wurde das Magazin die erste Publikation, der von einem Bundesgericht der USA die Veröffentlichung eines Artikels aus Gründen der nationalen Sicherheit untersagt wurde. Es handelte sich um „Das Geheimnis der Wasserstoffbombe, wie wir es erfuhren - Warum wir es veröffentlichen“ („The H-Bomb Secret, How We Got It -- Why We're Telling It.“) Richter Robert W. Warren vom Bundesbezirksgericht der Vereinigten Staaten für den Bezirk Wisconsin in Milwaukee untersagte in einer einstweiligen Verfügung die Veröffentlichung, aber das Justizministerium der Vereinigten Staaten gab die Verfolgung auf, als eine Lokalzeitung die Madison Press Connection, „einen Brief abdruckte, der nach Darstellung der Regierung ebenfalls Geheiminformation über die Bombe enthielt.“.
Auf einer Rede zu den Delegierten der größten Rechtsanwaltsvereinigung der USA in Chicago im Januar 1982 sagte der US-Justizminister William French Smith der Aphorismus „Alles was Sie in der Zeitung lesen ist absolut wahr, mit Ausnahme der seltenen Fälle, in denen Sie es selbst miterlebt haben.“ sei bekannt als „Knollsches Gesetz der Medienzuverlässigkeit.“, dessen Zutreffen er persönlich bestätigen könne.
Knoll trat gegen die SDI auf und bezeichnete 1983 die Zusicherung der Regierung Ronald Reagan, SDI wäre der „Schlüssel zu einer ordentlichen, menschlichen und friedvollen Zukunft“ als „die größte Lügnerei.“
In den 1980ern, trat Knoll auch regelmäßig Im Fernsehprogramm The MacNeil Lehrer Newshour auf.
Knoll verursachte eine Kontroverse, als er sich gegen den ersten Golfkrieg aussprach.